# نبرد اپوماتوکس کورت هاوس
نبرد اپوماتوکس کورت هاوس (انگلیسی: Battle of Appomattox Court House) نبرد مشهوری از جنگ داخلی آمریکا است که در شهرستان اپوماتوکس در صبح ۱۹ آوریل سال ۱۸۶۵ به وقوع پیوست. این نبرد به عنوان یکی از آخرین نبردهای جنگ‌های داخلی امریکا نیز محسوب می‌گردد و به عنوان آخرین مناقشه و نبرد میان رابرت ای لی، ژنرال برجستهٔ ارتش ایالات مؤتلفه و یولیسیز سایمن گرانت از ارتش پوتوماک شناخته می‌شود.